# Hans-Jürgen Döscher
Hans-Jürgen Döscher (* 18. listopadu 1943 Eberswalde) je německý historik. Döscher napsal mnoho článků o nacismu a antisemitismu, hlavně pro Frankfurter Allgemeine Zeitung. Vytvořil devět televizních dokumentů včetně dokumentů o ministru Zahraničních věcí Joachimovi von Ribbentropovi. Šlo o sérii z r. 1997 pod názvem „Hitlerovi pomocníci“, vysílané na německé ZDF.
Döscher studoval historii, politologii a romanistiku v Hamburku a Bordeaux mezi lety 1968 a 1973. Doktorát získal na Univerzitě v Hamburku. V roce 2006 mu na Univerzitě v Osnabrücku udělili čestný profesorský titul ze Soudobých dějin. Byl také označen jako „přední německý znalec“ událostí okolo 9. listopadu 1938, známou jako Křišťálová noc.

## Dílo
Döscherovi knihy a články:
- Das Auswärtige Amt im Dritten Reiche: Diplomatie im Schatten der "Endlösung" Siedler Verlag, Berlin, 1987, ISBN 3-88680-256-6
- Reichskristallnacht: die Novemberpogrome 1938. Econ, Frankfurt, 1988, ISBN 3-550-07495-6
- Verschworene Gesellschaft: das Auswärtiges Amt unter Adenauer : zwischen Neubeginn und Kontinuität Academy, Berlin 1995, ISBN 3-05-002655-3.
- Seilschaften: die verdrängte Vergangenheit des Auswärtigen Amts Propylaea, Berlin 2005, ISBN 3-549-07267-8.
- "Kampf gegen das Judenthum": Gustav Stille (1845-1920): Antisemit im deutschen Kaiserreich. Metropol, Berlin 2008, ISBN 978-3-938690-90-1.